# Band (Anatomie)
Bänder oder Ligamente (lateinisch Ligamenta, Singular Ligamentum) sind in der Anatomie bestimmte strangartige Strukturen.
Im Bewegungssystem sind Bänder zumeist wenig dehnbare, faserartige Bindegewebsstränge, die bewegliche Teile des Knochenskeletts verbinden, aber die Beweglichkeit der Gelenke auf ein funktionell sinnvolles Maß einschränken (Bandführung oder Bandhemmung). Bänder verbinden Knochen mit Knochen, wohingegen Sehnen Knochen mit Muskeln verbinden. Die Bänder bestehen im Wesentlichen aus Kollagen. Werden Bänder über ihr natürliches Maß hinaus gedehnt (z. B. bei Umknicken eines Gelenks), kann es zu Bänderdehnungen oder Bänderrissen kommen. Die Lehre von den Bandverbindungen wird als Syndesmologie (altgriechisch syn ‚zusammen‘ und desmos ‚Band‘) bezeichnet.
Darüber hinaus ist der Begriff auch für bestimmte Falten der Serosa zur Aufhängung innerer Organe üblich.
In der Biologie wird die Verbindung der beiden Schalenteile bei Muscheln auch als Ligament oder Schlossband bezeichnet.

## Beispiele
- Ligamentum arteriosum

Bänder des Sprunggelenkes

- Ligamentum calcaneonaviculare plantare
- Ligamentum carpi transversum (Retinaculum flexorum, Karpalband, in der Hand), siehe auch Karpaltunnelsyndrom
- Ligamentum coronarium
- Ligamentum cruciatum anterius (vorderes Kreuzband, am Knie), siehe auch Kreuzbandriss
- Ligamentum cruciatum posterius (hinteres Kreuzband, am Knie)
- Ligamentum cornuale, veraltet für Eileiter
- Ligamentum falciforme hepatis
- Ligamentum flavum (Gelbes Band, an der Wirbelsäule)
- Ligamentum hepatoduodenale (zwischen Leber und Zwölffingerdarm)
- Ligamentum hepatogastricum (zwischen Magen und Leber)
- Ligamentum inguinale (Leistenband)
- Ligamentum longitudinale anterius (vorderes Längsband, an der Wirbelsäule)
- Ligamentum longitudinale posterius (hinteres Längsband, an der Wirbelsäule)
- Ligamentum meniscofemorale anterius (Wrisberg) und posterius (Humphrey) am Knie
- Ligamentum nuchae (Nackenband, an der Halswirbelsäule)
- Ligamentum patellae (Kniescheibenband)
- Ligamentum phrenicooesophageale
- Ligamentum supraspinale (Dornfortsatzband, an der Wirbelsäule)
- Ligamentum teres hepatis
- Ligamentum teres uteri (Rundes Gebärmutterband)
- Ligamentum transversale humeri (Querband an der Sehnenscheide des M.biceps brachii)
- Ligamentum triangulare dextrum (Leberband)
- Ligamentum triangulare sinistrum (Leberband)